# Francesco Flora
Francesco Flora, född 28 oktober 1891, död 17 september 1962, var en italiensk författare.
Flora var lärjunge och ivrig beundrare av Benedetto Croce, som han tillägnade monografin Croce (1927), och vars estetiska grundsatser han i det hela följde, trots anspråk på att ha "gått förbi" och utarbetat ett eget system. Croces teorier var ledande i såväl Gabriele D'Annunzio (1926) och i Dal romanticismo al futurismo (1921, omarbetad upplaga 1925), den senare en ypperlig vidräkning med futurismen och Floras mest betydande verk. Flora redigerade Croces berömda tidskrift La critica och framträdde även som romanförfattare med bland annat La città terrena (1927).